# Conférence européenne des télécommunications par satellite
La Conférence européenne de télécommunications par satellites ou CETS est une institution informelle créée à Paris en 1963 par les pays européens  pour définir une politique commune concernant les systèmes de télécommunications par satellite en cours de mise au point à cette époque.  Une série de réunions ont été organisées entre 1963 et 1968 dans le cadre du CETS avant que son rôle soit repris par l'ELDO et l'ESRO. 

## Historique
Fort de leur avance technique dans le domaine, les États-Unis proposent en 1963 aux autres pays  de mettre en place un système mondial de télécommunications par satellite dans le cadre du consortium INTELSAT (International Satellite Consortium). Les enjeux économiques et politiques sont importants et les pays européens décident de coordonner leur position en créant le CETS. Celui-ci a deux objectifs : définir les attentes européennes en matière d'exploitation de ce nouveau système et promouvoir le développements de satellites de télécommunications européens. Les négociations menées par les États-Unis avec les autres pays aboutissent à la création en aout 1964 d'INTELSAT dans une configuration provisoire puis à  la mise en place d'une convention finalisée le 12 février 1973. À compter d'octobre 1968 le rôle tenu par le CETS est repris par les deux organisations spatiales européennes, ESRO et ELDO, et le CETS cesse toute activité en 1970. 